# توخلویک
توخلویک (به لاتین: Tuchlovice) یک سکونتگاه مسکونی در جمهوری چک است که در شهرستان کلادنو واقع شده‌است.

## خصوصیات
توخلویک ۱۲٫۷۵ کیلومترمربع مساحت و ۲٬۳۸۴ نفر جمعیت دارد و ۳۹۸ متر بالاتر از سطح دریا واقع شده‌است.